# Taça Cidade Maravilhosa
A Taça Cidade Maravilhosa foi uma competição de futebol realizada entre times da capital do Rio de Janeiro em 1996. Foi vencida pelo Botafogo, ao bater o Madureira por 3 a 0 com duas rodadas de antecipação devido a uma rodada adiada por conta de partidas na Libertadores. O artilheiro da competição foi Tulio, do Botafogo, com 10 gols anotados. O Botafogo F.R. recebeu dois troféus - o da FERJ e o da Prefeitura do Rio.
Em 2009 o Botafogo reivindicou a Ferj que a Taça Cidade Maravilhosa seja reconhecida como um Título Estadual.
Em seu site oficial, o Botafogo considera o título como um Campeonato Carioca Especial.

## Participantes
| Botafogo   |
| Flamengo   |
| Fluminense |
| Vasco      |

| America   |
| Bangu     |
| Olaria    |
| Madureira |

## Partidas
| 1ª rodada (27 e 28 de janeiro) - Madureira 2-1 Olaria - Botafogo 3-1 America - Fluminense 4-1 Bangu - Vasco da Gama 0-0 Flamengo 2ª rodada (3 e 4 de fevereiro) - Madureira 1-1 Flamengo - Olaria 2-2 America - Bangu 1-1 Vasco da Gama - Botafogo 2-0 Fluminense 3ª rodada (6 e 7 de fevereiro) - Botafogo 2-0 Olaria - Bangu 0-2 Flamengo - Fluminense 1-1 Madureira - Vasco da Gama 2-0 America 4ª rodada (11 e 29* de fevereiro) - Vasco da Gama 6-2 Olaria - Bangu 2-0 America - Flamengo 2-1 Fluminense - Botafogo 3-0 Madureira (29 de de fevereiro) * Partida adiada devido à Copa Libertadores. | 5ª rodada (16 e 17 de fevereiro) - Fluminense 2-0 Olaria - Madureira 1-0 Bangu - Flamengo 2-1 America - Botafogo 5-3 Vasco 6ª rodada (24 e 25 de fevereiro) - Fluminense 2-4 Vasco da Gama - Madureira 1-0 America - Olaria 1-1 Flamengo - Botafogo 4-0 Bangu 7ª rodada (2, 3 e 8 de março) - Bangu 3-2 Olaria - Fluminense 2-2 America - Botafogo 2-2 Flamengo - Vasco da Gama 0-1 Madureira (8 de março) |

## Classificação final
| Classificação | Classificação | Classificação | Classificação | Classificação | Classificação | Classificação | Classificação | Classificação | Classificação | Classificação |
| Time | Time          | PG            | J             | V             | E             | D             | GP            | GC            | SG            |               |
| --- | ------------- | ------------- | ------------- | ------------- | ------------- | ------------- | ------------- | ------------- | ------------- | ------------- |
| 1 | Botafogo      | 19            | 7             | 6             | 1             | 0             | 21            | 6             | +15           |               |
| 2 | Madureira     | 14            | 7             | 4             | 2             | 1             | 7             | 6             | +1            |               |
| 3 | Flamengo      | 13            | 7             | 3             | 4             | 0             | 10            | 6             | +4            |               |
| 4 | Vasco         | 11            | 7             | 3             | 2             | 2             | 16            | 11            | +5            |               |
| 5 | Fluminense    | 8             | 7             | 2             | 3             | 3             | 12            | 12            | 0             |               |
| 6 | Bangu         | 7             | 7             | 2             | 1             | 4             | 7             | 14            | -7            |               |
| 7 | America       | 2             | 7             | 0             | 2             | 5             | 6             | 14            | -8            |               |
| 8 | Olaria        | 2             | 7             | 0             | 2             | 5             | 8             | 18            | -10           |               |
| PG - pontos ganhos; J - jogos; V - vitórias; E - empates; D - derrotas; GP - gols pró; GC - gols contra; SG - saldo de gols |               |               |               |               |               |               |               |               |               |               |

## Campeão
| Taça Cidade Maravilhosa: Botafogo (invicto) |
| ------------------------------------------- |

## Artilheiros
- Túlio Maravilha (Botafogo), 10 gols.
- Aílton (Fluminense), 5.
- Romário (Flamengo) e Válber (Vasco), 4.
- Pimentel (Vasco), Gílson (Madureira), Roberto Perê, Dauri (Botafogo) e Carlinhos (América), 3.